# Monetazione della Repubblica di San Marco
La monetazione della Repubblica di San Marco è stata coniata durante la breve vita di questo stato, durata poco più di un anno.

## Contesto storico
Il 20 aprile 1814, a seguito della caduta del napoleonico Regno d'Italia, Venezia e il Veneto furono annessi all'Impero d'Austria, che li incorporò nel Regno Lombardo-Veneto. 
Nel marzo del 1848, nel cosmopolita Impero, le numerose tendenze nazionaliste e indipendentiste, portarono allo scoppio di varie sommosse. A Venezia, il 17 marzo, una numerosa folla si riunì in piazza San Marco per chiedere la liberazione di Daniele Manin, Niccolò Tommaseo, e di altri patrioti arrestati a gennaio in seguito all'inasprimento della repressione austriaca contro i sospetti sovversivi. Una volta liberato Manin rese nota ad un ristretto gruppo di amici la sua intenzione di organizzare una insurrezione per costringere il governo austriaco ad abbandonare la città. La mattina del 22 marzo, approfittando di una sommossa spontanea degli arsenalotti, Manin alla testa di un nutrito gruppo di guardie civiche, occupò Arsenale. Questo episodio diede inizio ad una serie di concitati eventi che il pomeriggio stesso costrinsero il governatore militare della città, il conte Ferdinánd Zichy, a firmare la capitolazione del governo. Il giorno seguente si insediò così un governo provvisorio guidato dallo stesso Manin che proclamò la nascita della nuova Repubblica.
La reazione austriaca, tuttavia, non si fece attendere e la Repubblica di San Marco ebbe vita breve. Il 22 agosto 1849, dopo un lungo assedio, il governo si arrese alle truppe austriache che cinque giorni dopo ripresero il controllo della città.

## Contesto numismatico
Il sistema monetario scelto è quello che nasce con il franco germinale usato dalla repubblica francese e poi dall'Impero napoleonico. Il sistema era rimasto in uso in Francia, nel Ducato di Parma e nello stato sabaudo e in seguito, con alcuni aggiustamenti, divenne quello adottato dall'Unione monetaria latina.
Era un sistema bimetallico, cioè legato sia all'oro sia all'argento: il rapporto tra due metalli è fissata per legge.
La lira valeva 5 g d'argento a 900/... (cioè 4,5 grammi di fino) e 0,3225 di oro a 900/... (cioè 0,29025 grammi di fino). Il rapporto tra i metalli era 15,5 circa.

## Monete
Le monete emesse furono quella da 20 lire, in oro, da 5 lire in argento, da 15 centesimi in biglione e da 5, 3 e 1 centesimo di rame. Furono anche coniate delle monete da i/4 di lira usando conii austriaci in cui era stato obliterato lo stemma imperiale.
Con l'eccezione della moneta battuta usando i conii austriaci, le altre presentavano al dritto il Leone di San Marco e al rovescio l'indicazione del valore.

### 20 lire
La moneta reca al dritto il leone marciano, stante, volto a sinistra, che tiene la zampa destra sulla pagina aperta di un libro, con la parte iniziale del testo del vangelo secondo Matteo (PAX TIBI MARCE EVANGELISTE MEVS). Il leone è su un podio che reca l'iscrizione XI AGOSTO MCCCILVIII; in esergo VENEZIA e attorno INDIPENDENZA ITALIANA.
Al rovescio c'è il valore su due linee (20 LIRE) dentro una corona di quercia. Attorno: ALLEANZA DEI POPOLI e la data (1848)
Nel contorno, in incuso, DIO PREMIERÀ LA COSTANZA.
Il conio della moneta non riporta la firma del medagliere.
Il tipo utilizzato fu autorizzato con Decreto dell'11 gennaio 1849.
La date dell'11 agosto è quella in cui Daniele Manin venne eletto a capo del triumvirato che reggeva le sorti della repubblica.

### 5 lire
Per le monete da 5 lire furono usate due diverse coppie di conii.
Primo tipo
Al dritto è raffigurato il Leone di San Marco stante volto a sinistra che poggia sul terreno. Il peone tiene la zampa destra sul vangelo su cui è scritto PAX TIBI MARCE EVANGELISTA MEVS. Intorno sopra REPUBBLICA VENETA e sotto, tra due stelle, 22 MARZO 1848, la data di costituzione della Repubblica.
Sotto, a sinistra in caratteri minuti è c'è la legenda  A. FABRIS, la firma dell'incisore, Antonio Fabris.
Al rovescio in alto c'è UNIONE ITALIANA e al centro, dentro una corona di alloro e di quercia, 5 LIRE in due linee. In esergo V, il segno di zecca, per Venezia.
Nel contorno: DIO BENEDITE L’ITALIA (stella).
Il peso è di 25 grammi di argento a 900 millesimi; il diametro è di 37 mm.
Questa emissione fu autorizzata dal governo provvisorio con un decreto del 29 giugno 1848.
Secondo tipo
Al dritto in alto c'è la scritta INDIPENDENZA ITALIANA e al centro c'è la rappresentazione del leone marciano simile a quella già vista per le moneta da 20 lire: il Leone di San Marco è fermo, volto verso sinistra e si trova sopra un podio, situato sulla linea di esergo. Sul podio è la legenda XI AGOSTO MDCCCXLVIII. Il leone tiene la zampa anteriore destra su un vangelo in cui è scritto PAX TIBI MARCE EVANGELISTA MEVS. In esergo c'è la legenda VENEZIA e sulla destra, in caratteri minuti,  subito sotto la linea di esergo, A. FABRIS, la firma dell'incisore, Antonio Fabris.
Al rovescio in alto c'è ALLEANZA DEI POPOLI LIBERI e sotto, tra due stelle, il millesimo, 1848; al centro, dentro una corona di quercia, il valore, 5 LIRE, su due linee.
Nel contorno: DIO PREMIERÂ LA COSTANZA (stella)
Il peso è di 25 grammi di argento a 900 millesimi; il diametro è di 37 mm.
Questa emissione fu autorizzata dal governo provvisorio con un decreto del 27 novembre 1848.
La moneta sarebbe stata coniata, nonostante il millesimo indicato sulla moneta stessa, nel 1849.

### 15 centesimi
La moneta è un biglione, cioè una lega d'argento a basso titolo.
Al dritto è raffigurato il Leone di san Marco, che tiene la zampa sopra il vangelo aperto, sopra una linea d'esergo. Intorno GOVERNO PROVVISORIO DI VENEZIA; sotto la linea di esergo il segno di zecca (Z. V. per Zecca di Venezia) e in caratteri minuti A. FABRIS, la firma dell'incisore.
Al rovescio intorno CENTESIMI DI LIRA CORRENTE e in basso, tra due stelle il millesimo, 1848.
Al centro il valore, 15.
Il diametro è di 18mm e il peso varia tra 1,29 a 1,86 g.
L'emissione fu autorizzata con decreto del governo emesso il 10 dicembre 1848.

### 5, 3, 1 centesimi
A differenza delle monete precedenti, queste monete sono in rame. I tipi sono identici tranne che nelle misure e nell'indicazione del valore. L'anno di emissione per tutte è il 1849.
Il dritto presenta il Leone di san Marco seduto di prospetto (in moléca). Attorno, il testo GOVERNO PROVVISORIO DI VENEZIA. Nell'esergo il segno di zecca (Z. V. per Zecca di Venezia) e sulla destra, in caratteri minuti A. FABRIS, la firma dell'incisore.
Al rovescio attorno c'è la scritta CENTESIMI DI LIRA CORRENTE. AL centro il valore, 5 e il millesimo, 1849.
L'emissione di questa e delle altre monete di rame fu autorizzata dal governo con decreto del 15 gennaio 1849.
La moneta da 5 centesimi pesa 5 grammi e ha un diametro di 24,5 mm; quella da 3 è grande 22,5 mm e pesa 3 g, mentre quella da un centesimo pesa 1 grammo e ha un diametro di 18 mm.